# Kurt Lundqvist
Kurt Lundqvist (Suecia, 20 de noviembre de 1914-26 de marzo de 1976) fue un atleta sueco especializado en la prueba de salto de altura, en la que consiguió ser campeón europeo en 1938.

## Carrera deportiva
En el Campeonato Europeo de Atletismo de 1938 ganó la medalla de oro en el salto de altura, saltando los 1.97 metros, por delante de los finlandeses Kalevi Kotkas y Lauri Kalima, ambos con 1.94 metros.